# Trischa Zornová
Trischa Zornová (* 1. června 1964, Orange, Kalifornie, USA) je americká paralympijská plavkyně, od narození nevidomá. Závodila v paralympijském plavání (kategorie postižení S12, SB12 a SM12). Je nejúspěšnější sportovkyní v historii paralympijských her, získala 55 medailí (41 zlatých, 9 stříbrných a 5 bronzových) a v roce 2012 byla uvedena do paralympijské síně slávy. Na Letních paralympijských hrách v Atlantě v roce 1996 složila paralympijskou přísahu pro sportovce.

## Kariéra
Zornová studovala speciální pedagogiku na University of Nebraska a školní administrativu a supervizi na Indiana University-Purdue University Indianapolis a právo na IU Robert H. McKinney School of Law.
Soutěžila na Paralympijských hrách 1980, 1984, 1988, 1992, 1996, 2000 a 2004 a získala dohromady celkem 55 medailí (41 zlatých, 9 stříbrných, 5 bronzových). Na hrách v Atlantě v roce 1996 získala více medailí než kterýkoli jiný sportovec – dvě zlaté, tři stříbrné a tři bronzové. Na Paralympijských hrách v Barceloně v roce 1992 se umístila na prvním místě tabulky individuálních medailí s deseti zlatými medailemi a dvěma stříbrnými. Během svých prvních her v roce 1980 vyhrála sedm zlatých medailí.
Po hrách v Sydney v roce 2000 držela také osm světových rekordů ve své kategorii osob se zdravotním postižením (50 m znak, 100 m znak, 200 m znak, 200 m polohový závod, 400 m polohový závod jednotlivců, 200 m polohový závod, štafeta 4×50 m polohový závod, štafeta 4×50 m volný způsob).
Prvního ledna 2005 byla Trischa jedním z osmi sportovců oceněných během oslav Nového roku na Times Square v New Yorku. Dalšími sedmi byli Ian Thorpe z Austrálie, Nadia Comăneci z Rumunska, George Weah z Libérie, Françoise Mbango Etone z Kamerunu, Gao Min z Číny, Félix Sánchez z Dominikánské republiky a Bart Conner ze Spojených států. Těchto osm sportovců bylo „v centru jeviště během slavnostního odpočítávání, které předcházelo zvonění na Nový rok“. V roce 2012 byla uvedena do Mezinárodní paralympijské síně slávy.
Ačkoli již nesoutěží jako plavkyně, pracuje jako právní profesionálka pro Ministerstvo pro záležitosti veteránů a žije poblíž Indianapolis v Indianě.

## Přehled medailí
| Paralympiády   | Individuální | Individuální | Individuální | Týmové | Týmové | Týmové | Celkem | Celkem | Celkem |
| Paralympiády   | Z            | S            | B            | Z      | S      | B      | Z      | S      | B      |
| -------------- | ------------ | ------------ | ------------ | ------ | ------ | ------ | ------ | ------ | ------ |
| 1980 Arnhem    | 5            | 0            | 0            | 2      | 0      | 0      | 7      | 0      | 0      |
| 1984 New York  | 5            | 0            | 0            | 1      | 1      | 0      | 6      | 1      | 0      |
| 1988 Seoul     | 10           | 0            | 0            | 2      | 0      | 0      | 12     | 0      | 0      |
| 1992 Barcelona | 8            | 2            | 0            | 2      | 0      | 0      | 10     | 2      | 0      |
| 1996 Atlanta   | 2            | 2            | 2            | 0      | 1      | 1      | 2      | 3      | 3      |
| 2000 Sydney    | 0            | 4            | 1            | 0      | 0      | 0      | 0      | 4      | 1      |
| 2004 Athény    | 0            | 0            | 1            | 0      | 0      | 0      | 0      | 0      | 1      |
| Celkem         | 30           | 8            | 4            | 7      | 2      | 1      | 37     | 10     | 5      |

* Z = zlatá S = stříbrná B = bronzová